# Loxops
Loxops és un dels gèneres d'ocells de la família dels fringíl·lids (Fringillidae).

## Taxonomia
Segons la classificació del Congrés Ornitològic Internacional (versió 15.1, 2025), aquest gènere està format per 5 espècies:
- Akikiki de Hawaii (Loxops mana Wilson, SB, 1891)
- Akepa de Kauai (Loxops caeruleirostris Wilson, SB, 1890)
- Akepa de Hawaii (Loxops coccineus Gmelin, JF, 1789)
- Akepa d'Oahu (Loxops wolstenholmei Rothschild, 1893)
- Akepa de Maui (Loxops ochraceus Rothschild, 1893)